# Meriba
Meriba (in ebraico מְרִיבָה‎?) è uno dei luoghi che la Torah identifica come visitato dagli Israeliti durante l'Esodo, anche se non viene menzionato nella lista di Numeri 33. Nel libro dell'Esodo, Meriba viene menzionato anche come Massa, in un contesto che suggerisce che Massa sia lo stesso luogo di Meriba, ma in altri passi biblici, come nella Benedizione di Mosè, sembrano essere due località distinte.

## Eventi
Il testo biblico menziona due episodi molto simili che si verificano entrambi in un luogo chiamato "Meriba". L'episodio raccontato dal Libro dell'Esodo mostra gli israeliti che protestano con Mosè per la mancanza d'acqua, e questi li rimprovera di non aver fiducia in Yahweh. Il testo afferma che è stato questo episodio che ha fatto chiamare "Massa", che significa mettere alla prova, mentre il nome Meriba, significa litigare. La narrazione nel libro dell'Esodo dice che, a causa della sete, gli israeliti protestarono con Mosè, il quale, temendo per la sua incolumità, si appellò a Yahweh. La narrazione continua dicendo che Yahweh disse a Mosè di camminare davanti agli altri, e di colpire la roccia di Monte Horeb con la sua verga, e quando Mosè eseguì quanto gli era stato comandato, dalla roccia scaturì l'acqua.
L'episodio raccontato dal Libro dei Numeri mostra gli israeliti che protestano con Mosè "e Aronne" sulla mancanza d'acqua "e di cibo", e questi rispondono che pregheranno Yahweh al Tabernacolo, mentre si prostrano davanti ad esso. La narrazione dice che Yahweh ordina loro di prendere una verga, e parlare ad una determinata roccia mentre il popolo è riunito davanti ad essa. La narrazione continua con Mosè che esegue le istruzioni prendendo il bastone di Aronne e raduna gli israeliti, ma invece di parlare alla roccia, come gli era stato comandato da Yahweh, fece scaturire l'acqua colpendo la roccia con il bastone. Mosè parlò alla folla e batté la roccia, e l'acqua scaturì copiosa.
Alcuni studiosi dei testi sacri considerano i due racconti come versioni diverse dello stesso evento di Meriba, con la versione del libro dell'Esodo proveniente dalla fonte JE e quella nel Libro dei Numeri dalla fonte sacerdotale. Quest'ultimo racconto, come la fonte sacerdotale in generale, è considerato un tentativo di soppiantare la versione JE della narrazione, che non considera Aronne tanto importante quanto lo è Aaronid scrittore della fonte sacerdotale.
Secondo questi studiosi, il racconto di JE dell'Esodo sugli eventi di Massa e di Meriba è unito a due precedenti testi, vale a dire Jahvista e Eloista. Gli studiosi dei testi considerano il testo Jahvista e Eloista entrambi riportanti un resoconto sulla denominazione di Massa, ed entrambi hanno un resoconto sull'episodio dell'acqua, ma con i racconti uniti in maniera indiretta. Dove il testo combinato riporta eventi a "Massa e Meriba", gli studiosi credono che la menzione del litigio, la prova di Yahweh e il nome di Massa, siano tutti parte del testo Jahvista, mentre lo scaturire dell'acqua da una pietra e la denominazione di Meriba, fanno parte del testo Eloista. Il racconto eloista dell'acqua scaturita a Meriba (מריבה) viene visto dagli studiosi come un parallelo del racconto jahvista della disponibilità d'acqua a Mara (מרה). Nel racconto di Mara si parla di Yahweh che mette alla prova gli israeliti, cosa gli studiosi attribuiscono al racconto eloista, e considerano un parallelo del racconto jahvista sul nome di "Massa" dopo la prova di Yahweh nei confronti degli israeliti.

### Morte di Mosè e Aronne
Nel racconto del Libro dei Numeri, ma non in quello dell'Esodo, dopo lo sgorgare dell'acqua, Yahweh dice a Mosè e ad Aronne che non si fidano abbastanza di lui da onorarlo, e come conseguenza saranno destinati a morire prima di entrare in Cananea. Non è chiaro cosa, esattamente, abbia determinato la loro punizione, sebbene il testo chiarisca che fu solo Mosè che parlò alla gente e colpì la roccia. Gli studiosi biblici considerano questo come un esempio della solita denigrazione della fonte sacerdotale di Mosè, l'eroe della città sacerdotale di Shiloh (che rivaleggiava con gli Aronnidi). Una possibile ragione per la punizione è che Mosè aveva colpito la roccia due volte, invece di limitarsi a parlargli come gli era stato detto di fare. Un'altra ragione potrebbe essere che Mosè indirizzò al popolo degli Israeliti la frase voi ribelli. Ulteriore motivo potrebbe essere che Mosè si attribuiva il miracolo senza menzionare il Signore. Secondo il Deuteronomio, studi testuali attribuiti a uno scrittore che era pro-Mosè e anti Aronne, la punizione era dovuta alla mancanza di fiducia in Yahweh che era stata esibita dagli israeliti, piuttosto che da Mosè.

### Storicità
Alcuni studiosi biblici vedono la narrazione su Massa e Meriba come originata da  miti eziologici che cercano di giustificare i loro nomi.

## Ubicazione
Secondo il libro dell'Esodo Meriba era ubicata a Rephidim, mentre secondo quello dei Numeri si trovava a Kadesh. Gli studiosi dei testi attribuiscono la differenza alle diverse fonti da cui derivano questi passaggi, e considerano entrambe le menzioni di Meriba riferite allo stesso luogo. Septuaginta, Targum e Vulgata affrontano il problema considerando la "Meriba" nel Libro dei Numeri semplicemente come un nome comune, piuttosto che un toponimo, che rendono "Me Meribath-Kadesh" come "le acque del combattimento a Kadesh" piuttosto che "le acque di Meriba a Kadesh ".
L'identificazione di Rephidim dipende fortemente dall'identificazione del Monte Sinai biblico, che la narrativa biblica descrive come raggiunto dagli israeliti poco dopo aver lasciato Rephidim. Tradizionalmente, il Sinai era equiparato a una delle montagne a sud della penisola del Sinai che portava all'identificazione di Rephidim come "Wadi Refayid", una posizione a circa 13 km a sud del Monte Sinai. Ciò renderebbe abbastanza difficile equiparare la Meriba nel Rephidim con quella nei pressi di Kadesh. Tuttavia, la maggior parte degli studiosi e delle autorità religiose crede che questa tradizionale identificazione del Sinai sia imprecisa, con le alternative suggerite che si trovano al nord e al centro della penisola del Sinai, nel Hegiaz e nel nord-est del Wadi Araba. Queste identificazioni si adatterebbero alla situazione in cui entrambe le narrazioni bibliche di Meriba si riferivano a un luogo nelle vicinanze di Kedesh.